# Land- und Stadtgericht Allenstein

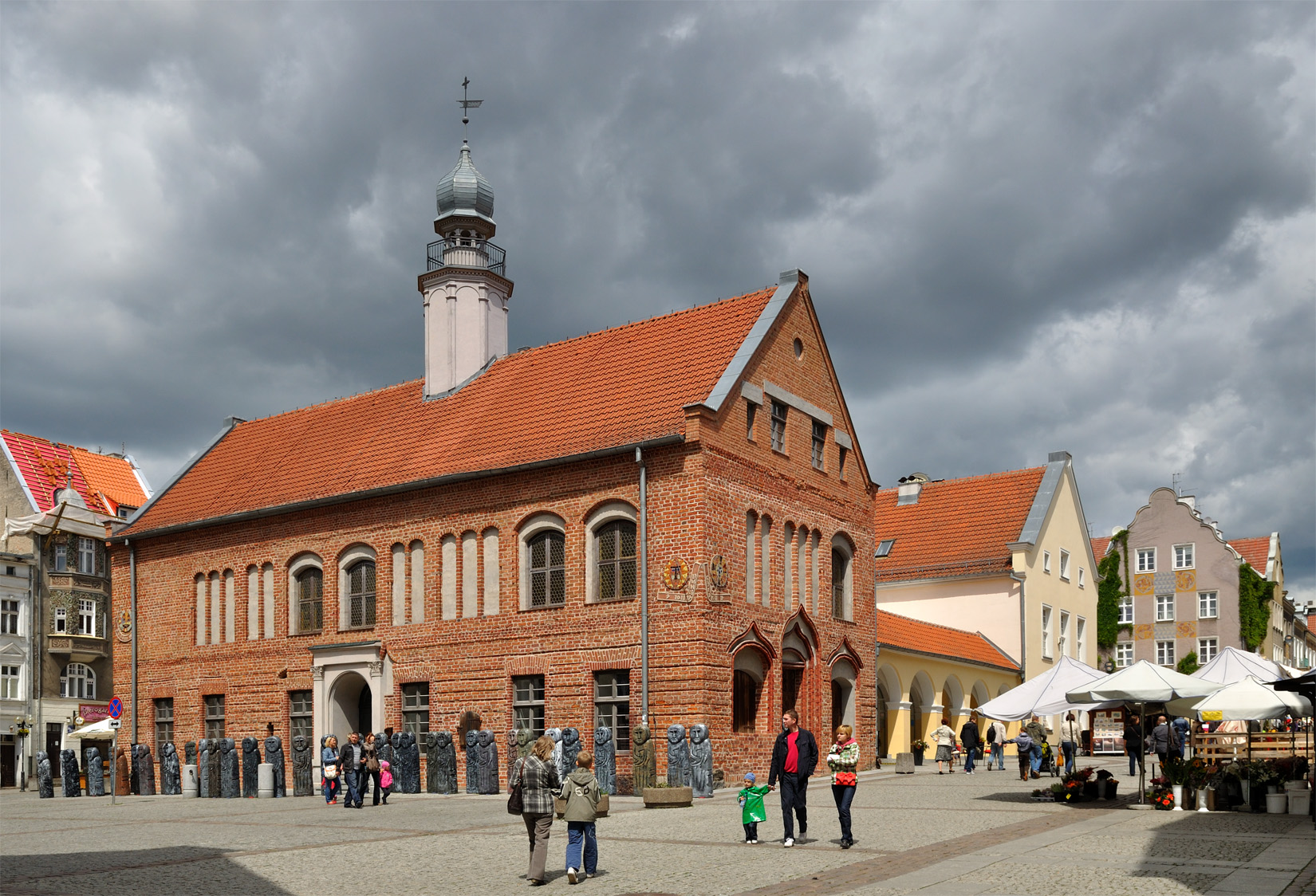
Altes Rathaus Allenstein, Sitz des Gerichtes

Das Land- und Stadtgericht Allenstein war von 1823 bis 1849 ein preußisches Land- und Stadtgericht mit Sitz in Allenstein.

## Geschichte
Das Land- und Stadtgericht Allenstein wurde 1823 gebildet. Es war ein Gericht 2. Klasse (später 1. Klasse) im Sprengel des Oberlandesgerichts Königsberg.
1837 umfasste der Gerichtsbezirk die Stadt Allenstein mit 2942 Gerichtseingesessenen und 144 Ortschaften mit 17.815 Gerichtseingesessenen (zusammen also 20.757 Gerichtseingesessene). Am Gericht waren ein Stadt- und Landrichter, zwei Räte und fünf weitere Mitarbeiter beschäftigt. Sitz des Gerichtes war das Rathaus der Stadt.
Nach der Märzrevolution wurden 1849 einheitlich Kreisgerichte gebildet. In Allenstein entstand so das Kreisgericht Allenstein.